# Elmo vichingo

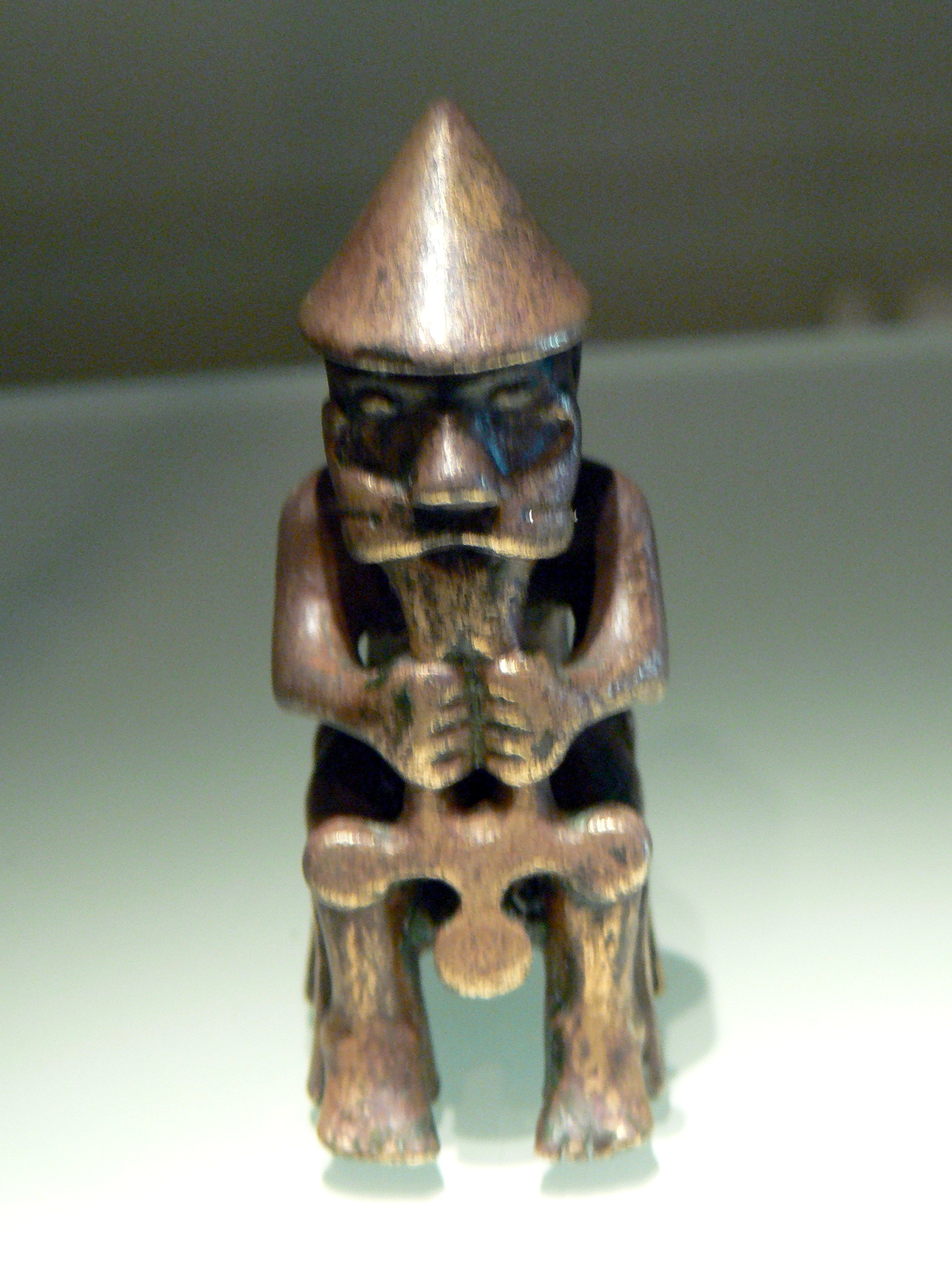
"Statua Eyrarland" - i.e. il dio Thor con il Mjöllnir in grembo e il capo protetto da un semplice elmo conico

Elmo vichingo (Nordischer Kammhelm in lingua tedesca) è il nome con cui si suole indicare la particolare tipologia di elmo in ferro sviluppato dalle popolazioni germaniche della Scandinavia durante l'età del ferro germanica, codificata al tempo della Cultura di Vendel (da cui l'altro nome in tedesco, Vendelhelm) e poi reso celebre in Europa occidentale e in Russia dalle incursioni dei Vichinghi.
Dal Vendelhelm vennero sviluppati, intorno all'anno mille, l'elmo "a nasale" noto come elmo normanno e l'elmo russo a mezza-maschera.
L'elmo vichingo viene comunemente indicato, a torto, quale tipologia di elmo cornuto. Si tratta di uno dei molti stereotipi che accompagnano il nome dei Vichinghi, sviluppatosi in Europa nel corso del Romanticismo.

## Storia

### Premessa: i dati archeologici
Allo stato attuale della ricerca, i ritrovamenti archeologici di elmi vichinghi sono localizzati presso solo quattro siti: Gjermundbu in Norvegia, Tjele in Danimarca, Lokrume nel Gotland (Svezia) e Stockton-on-Tees (Inghilterra). Gli unici due esemplari di elmo vichingo completi sono quello rinvenuto a Gjermundbu, una fattoria di Ringerike, in Norvegia centrale, presso Haugsbygda, un villaggio del nord-est di Hønefoss, nella contea di Buskerud e a Yarm, presso Stockton-on-Tees. Il primo di questi, datato al X secolo, è un manufatto in ferro con coppo rotondo e appuntito realizzato da quattro piastre unite tra loro secondo l'archetipo dello Spangenhelm diffusosi in Europa durante gli ultimi decenni dell'Impero romano. Questo elmo presenta caratteristiche evidenti dello stile decorativo dei manufatti svedesi dell'Era di Vendel: un notevole apparato difensivo per il viso (una visiera in forma di occhiale assicurata al coppo da un cerchio di metallo lavorato in forma di sopracciglio) e tracce di un possibile camaglio a protezione della gola. L'elmo di Yarm presenta diverse similitudini con l'esemplare di Gjermundbu, come anche l'elmo di Tjele e quello del Gotland, sebbene per gli ultimi due il cattivo stato di conservazione non consente di effettuare ipotesi conclusive sulla loro struttura originaria.
Il materiale iconografico dell'Era vichinga, costituito principalmente dalle pietre runiche ma anche da altre tipologie di illustrazioni, ci ha fornito però prova del fatto che le popolazioni germaniche della Scandinavia usassero anche elmi più semplici rispetto ai sontuosi manufatti del tipo Vendelhelm: semplici caschi di forma conica con accentuato para-naso (nasale) che avrebbero poi funto da modello di partenza per lo sviluppo dell'elmo "a nasale" poi noto come elmo normanno.
La scarsità degli elmi nei corredi funebri ha portato gli studiosi a sviluppare due teorie:
1. gli elmi vichinghi erano spesso realizzati in materiale deperibile (cuoio) solo irrobustito da strisce di ferro;
2. i pochi esemplari di elmi interamente in metallo, spesso vere e proprie opere d'arte barbarica sul modello Vendelhelm, erano passati di generazione in generazione sino a che, divenuti inservibili, venivano smembrati per riciclarne il metallo forgiando, magari, una scure, o venivano tumulati insieme a un grande condottiero.

### Origini:Vendelhelm
Tra il 550 e il 793 le terre dell'Uppland (attuale Svezia) furono interessate da un marcato sviluppo economico-culturale che portò a piena maturazione la cultura germanico-scandinava appena uscita dall'età del ferro. Nelle contrade gravitanti intorno al grande tempio di Uppsala, gli svedesi svilupparono, tra le altre, anche la loro arte della guerra, facendo proprie innovazioni tecnologiche del continente eurasiatico (quali l'introduzione della staffa per migliorare la capacità offensiva del cavaliere, l'adozione della spatha celtico-romana, ecc.) che contribuirono alla creazione della futura "macchina bellica" vichinga.
Nelle terre interessante dallo sviluppo della cosiddetta "Cultura di Vendel" venne anche codificato il modello dell'elmo in metallo tipico delle popolazioni germaniche nordico-scandinave, in uso ai Sassoni del VI secolo tanto quanto ai vichinghi dell'VIII e ai Rus' di Kiev del X secolo.
Rispetto al probabile modello di partenza, lo Spangenhelm il cui uso era passato dai Romano-Bizantini ai Germani continentali, l'elmo "settentrionale" si distingue per la presenza di una cresta metallica che irrobustisce, sull'asse fronte-retro, la calotta, e per la grande cura data alla protezione della maschera facciale tramite visiere (fisse), nasali, visiere con nasali e, nei casi dei modelli più sontuosi, vere e proprie maschere. Trattandosi poi di manufatti prodotti da una cultura pagana, ancora strettamente legata da un'iconografia dai gusti marcatamente zoomorfi, vi abbondano ricorrenti stilemi legati al mondo animale: la sagoma dell'uccello ad ali spiegate, il cinghiale (intero o solo la testa), serpi e draghi. Soprattutto la figura del volatile, la cui testa si appiattisce sulla cresta dell'elmo e le cui ali e coda vanno a costituire, rispettivamente, le piastre di protezione per le cerniere di aggancio della visiera e il nasale, è elemento caratteristico del Vendelhelm, presente sia nei reperti svedesi sia nei pregevoli "elmi a maschera" rinvenuti nei siti funebri anglosassoni del Regno Unito (es. Elmo di Sutton Hoo).

### Promanazione dell'archetipo: elmi a maschera
Il modello dell'elmo caratterizzato da un importante apparato difensivo/decorativo della maschera facciale si propagò, complici di massicci commerci lungo le rotte del Mar Baltico, dal bacino culturale di Vendel sino alle Isole danesi a ovest e all'entroterra russo a est. Evidenti tracce del Vendelhelm sono infatti riscontrabili sia negli elmi a maschera anglosassoni sia negli elmi a mezza-maschera russi.

### L'elmo vichingo vero e proprio
Nella società sostanzialmente povera dei predoni vichinghi, lontana dai fasti e dai lussi della Cultura di Vendel, il Vendelhelm realizzato integralmente in metallo, decorato da motivi iconografici barbarici, è attributo del capo-guerra, del guerriero affermato che occupa un ruolo preminente nella comunità. Odino, dio supremo nel pantheon dei pirati norreni, è Hjálmberi, "colui che porta l'elmo", il guerriero-stregone che indossa uno splendido elmo in oro simbolo della sua regale maestà e quasi certo rimando al cappello d'oro d'uso cerimoniale nell'età del bronzo europeo-non-mediterranea.
L'elmo, codificato a Vendel come una calotta in metallo sviluppante una protezione/maschera per il volto del portatore, è al contempo distintivo della maestà di chi lo indossa tanto quanto veicolo d'incantesimi volti a terrorizzare e/o spiazzare colui che cerca di indovinare la fisionomia che si nasconde dietro alla visiera. Nella mitologia norrena, la natura magica dell'elmo è spesso rimarcata:
- Sigfrido sottrae al drago Fafnir l'elmo magico Ægishjálmr (it. "elmo del terrore"), capace di scatenare la paura nel cuore del nemico che lo osserva[6].
- altro elmo magico è huliðshjalmr (it. "elmo che nasconde"), indossato dalla valchiria Brunilde per tenere celate le sue sembianze[7]. Il vocabolo huliðshjalmr era utilizzato nell'antica lingua norrena anche per indicare le nubi del cielo che ne occultano la vista.

Sontuoso manufatto coprente il viso quanto il cranio del guerriero, l'elmo ha dunque natura e funzione duplici: protegge come l'armatura colui che lo indossa, trasformandolo in una figura maestosa, e al contempo, trasfigurando il portatore in una creatura innaturale dalla "testa di metallo", diventa arma attiva, puntata contro l'anima superstiziosa e vulnerabile dei barbari. Molto spesso, nelle pietre runiche, le figure divine sono raffigurate con il cranio e il volto che sono un tutt'uno con l'elmo: delle teste di metallo nelle quali si distinguono, come nei sontuosi Vendelhelm, il naso, le sopracciglia e i baffi (v. Pietra runica di Ledberg nell'Östergötland svedese).
(Chiesa Isnardi, Gianna (1997), I miti nordici, Milano, Longanesi & C., ISBN 88-304-1031-4, p. 651.)
Nella realtà quotidiana, però, il guerriero vichingo privo di titoli faceva ricorso a una tipologia di elmo di fattura molto più semplice: in buona sostanza un casco di forma conica, realizzato in cuoio indurito cerchiato di ferro, più raramente integralmente in metallo, con un pronunciato nasale. Tanto quanto i sontuosi Vendelhelm, anche l'elmo conico con nasale è ben testimoniato nell'iconografia vichinga, di soggetto sacro quanto profano:
- la "Statua Eyrarland" (Islanda, circa anno 1000) ritrae il dio Thor seduto, probabilmente al banchetto nuziale nella reggia del gigante Þrymr (v. Þrymskviða), con il suo martello da guerra Mjöllnir in grembo e il capo coperto da un elmo conico. Il volto del dio, ben visibile, non reca traccia alcuna di nasale e visiera.

### Sviluppi: elmi a nasale
Dall'elmo vichingo "povero", composto da una calotta conica rinforzata da una lamina metallica protrudente un lungo nasale, derivò la tipologia di elmo più diffuso tra le forze armate europee dell'XI secolo: l'"elmo a nasale", meglio noto come elmo normanno.

## Costruzione
L'elmo vichingo propriamente detto, manufatto in ferro con inserti/decorazioni in bronzo e oro sviluppato nell'ambito della Cultura di Vendel, si compone di:
- calotta "a coppo" realizzata da diverse piastre collegate tra loro da lamine rivettate, attraversata sull'asse fronte-retro da una cresta metallica di rinforzo;
- lungo para-nuca (ove presente) di derivazione romano-celtica (v. Elmo gallo-romano);
- guanciali (ove presenti) incernierati al coppo e realizzati sempre in piastre collegate tra loro;
- visiera in metallo, dotata o meno di nasale, in alcuni casi sviluppante in una maschera vera e propria in piastre di metallo. Le cerniere di aggancio della visiera con il coppo sono sempre protette da estrusioni metalliche raffiguranti le ali spiegate di un uccello, la cui testa e coda, ove presenti, sviluppano rispettivamente nella cresta dell'elmo e nel nasale.

L'impianto decorativo ricorrente comprende figure di uomini armati, a piedi o a cavallo, serpi e cinghiali.

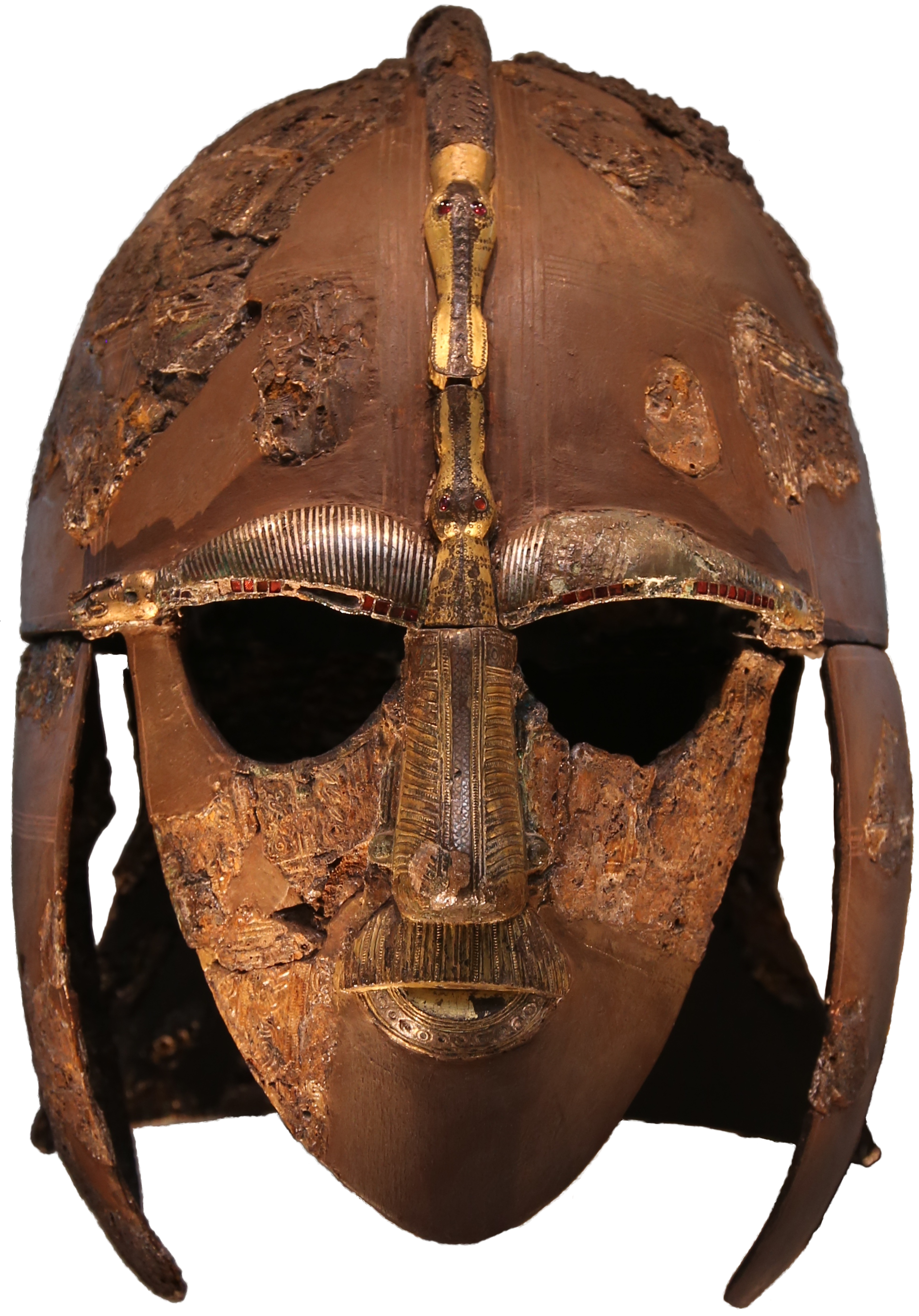
Elmo sassone noto come "Elmo di Sutton Hoo" (Inghilterra, VI secolo)
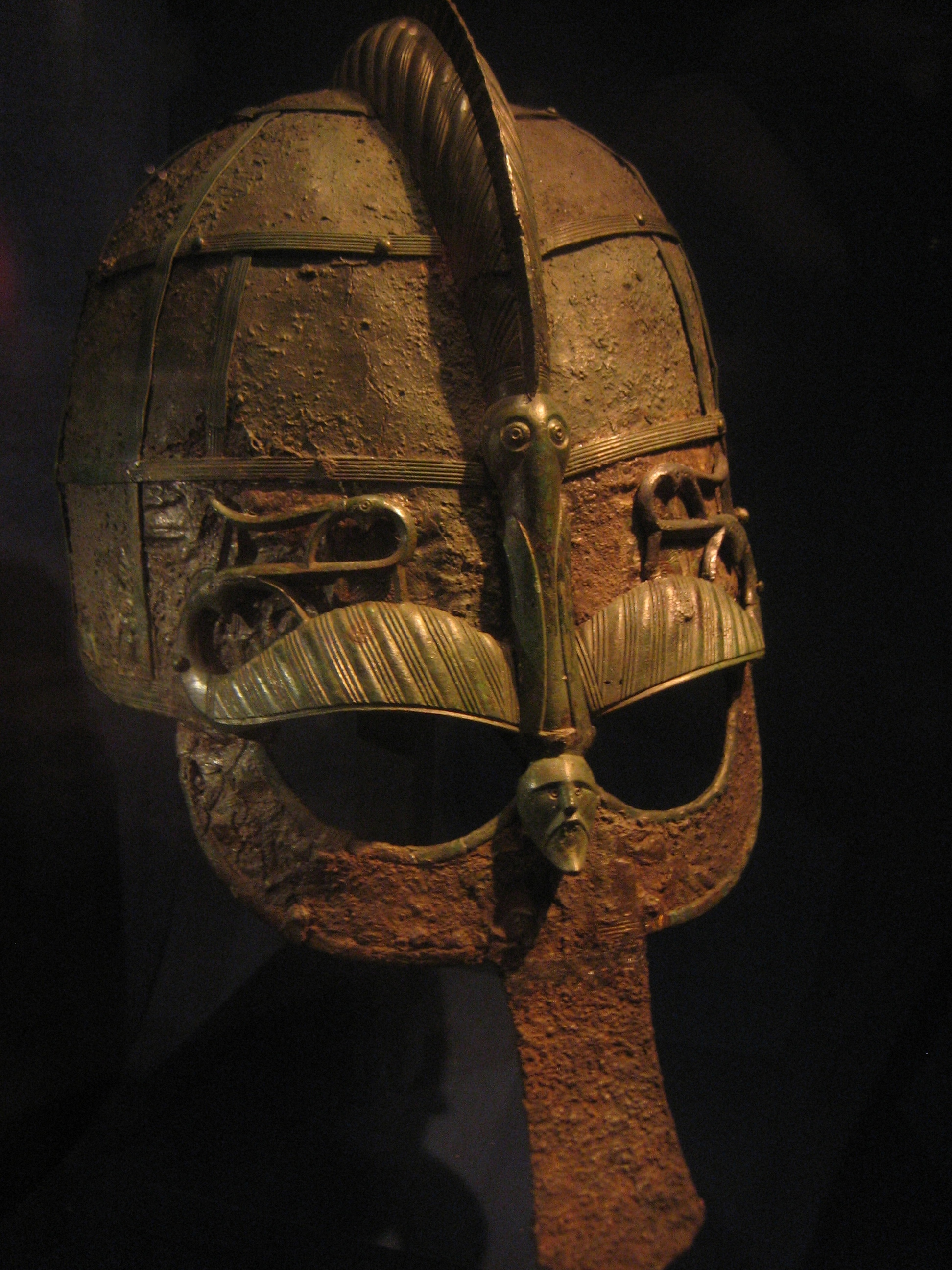
Elmo della Cultura di Vendel (Svezia, VII secolo)
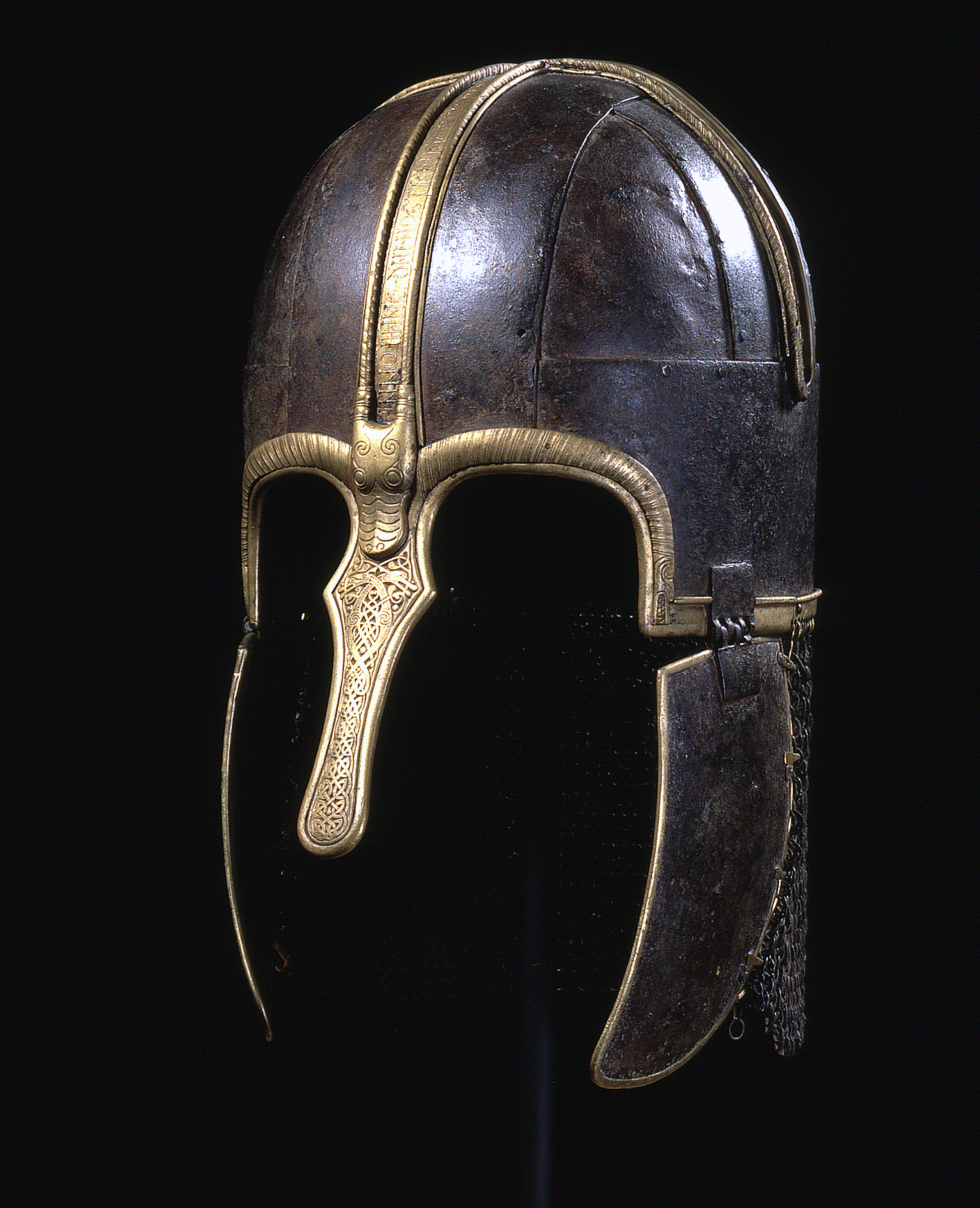
Elmo sassone noto come "Elmo di York" (Inghilterra, VIII secolo)
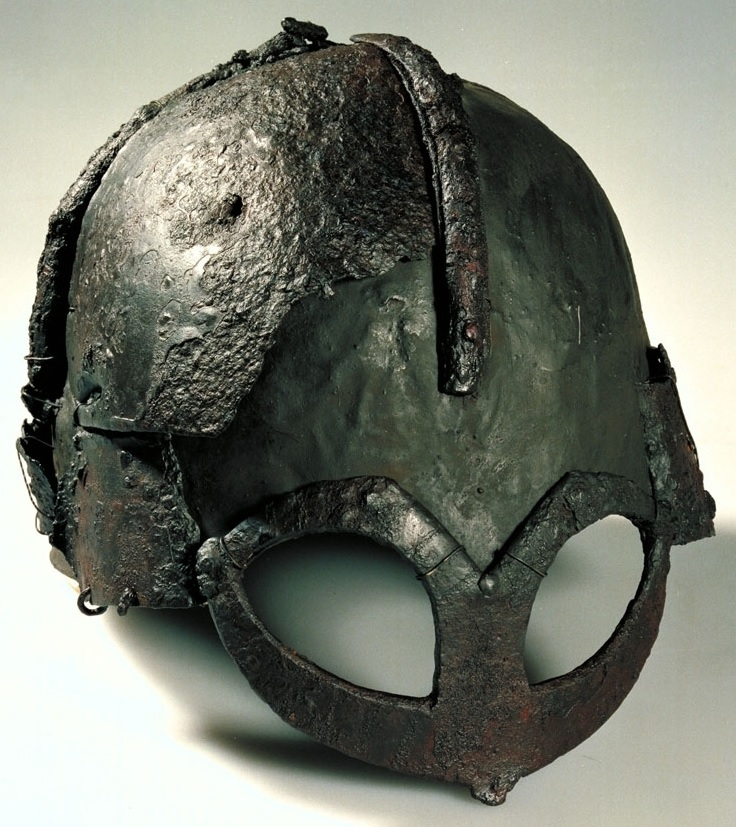
Elmo vichingo di Gjermundbu (Norvegia, X secolo)
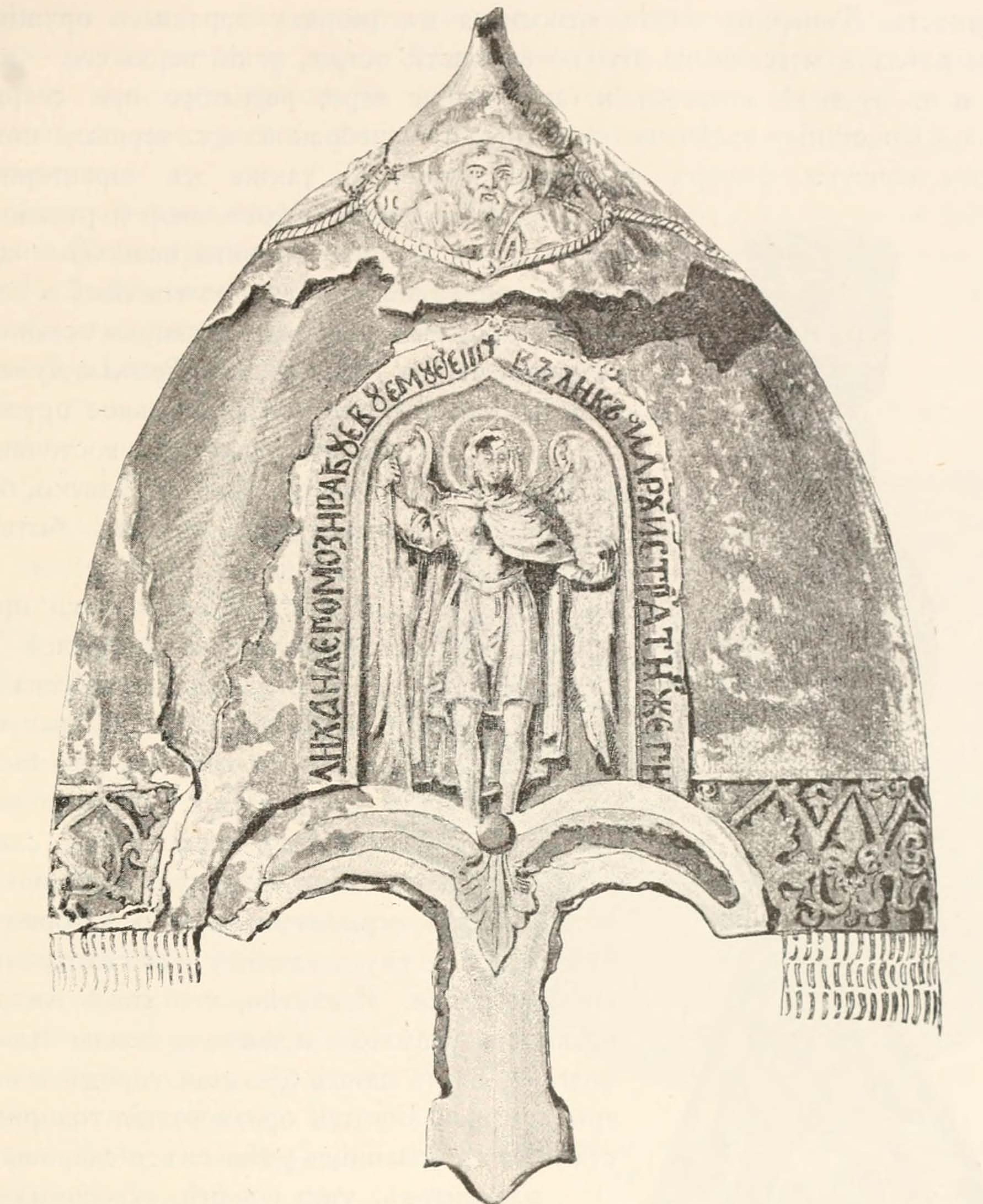
Elmo russo a mezza-maschera del principe Jaroslav II di Vladimir, noto come "Elmo di Jaroslav II" (Russia, XIII secolo)

### Elmi vichinghi cornuti

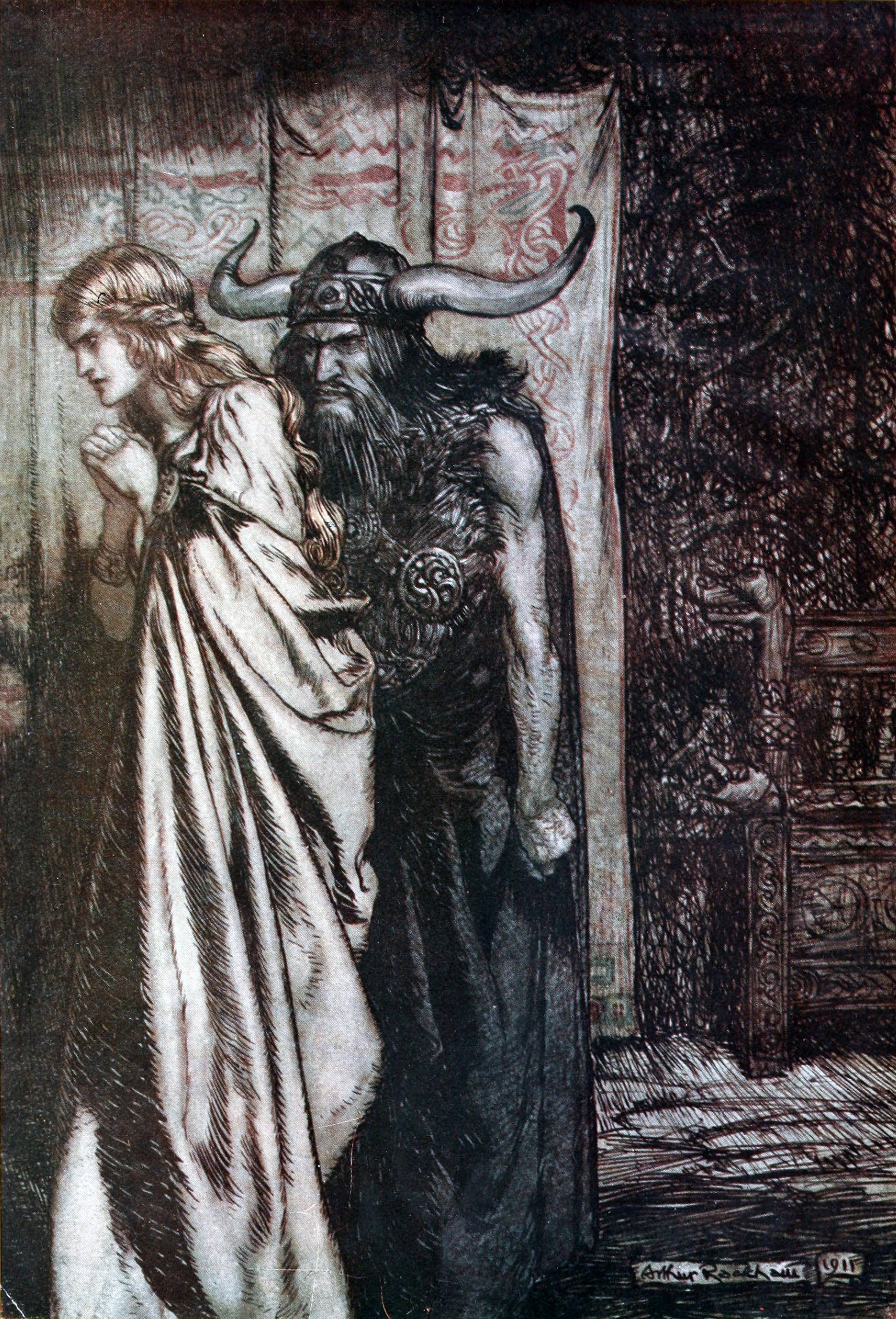
Hagen sobilla Crimilde - ill. di Arthur Rackham (1911)

Logo dei Minnesota Vikings

Anche se nella cultura popolare gli elmi cornuti sono spesso associati con i Vichinghi, non vi è prova che i Germani scandinavi li abbiano mai indossati. Quello dei Vichinghi con le teste protette da elmi con lunghe corna bovine è, in buona sostanza, uno stereotipo diffuso nel mondo dall'iconografia dell'opera wagneriana L'anello del Nibelungo e da un'errata interpretazione dei reperti occorsa, sempre durante il Romanticismo, in Svezia. L'immagine era così diffusa, nella metà del XX secolo, che il logo sui caschi della squadra di football americano dei Minnesota Vikings è un corno su ogni lato di essi.
Complessivamente vi sono state così poche scoperte di elmi cornuti che sembra improbabile che i Vichinghi indossassero veramente tali elmi in battaglia. I dipinti dei guerrieri con elmi cornuti, in realtà teste e colli di draghi/serpi fronteggiantisi sopra al coppo, come raffigurato sulle piastre dell'Elmo di Sutton Hoo, potrebbero rappresentare sia danze di guerra rituali sia veri combattimenti. Eccezion fatta per le figure guerriere con elmo cornuto raffigurate su piastre metalliche, vi è un unico altro reperto iconografico d'epoca vichinga raffigurante un elmo con corna: un'illustrazione su di un arazzo trovato nella nave di Oseberg.
La spiegazione più probabile è che l'elmo cornuto sia stato originato dalla mitologia celtica, possibilmente con relazione al dio silvano Cernunnos, e che fu poi adottato, cambiando le corna in serpenti, dalle tribù germaniche durante le invasioni barbariche, continuando a giocare un certo ruolo nei rituali religiosi teutonici sino al IX secolo circa.

### Fonti
- Beowulf (prob. VII secolo).
- Neckel, G. [a cura di]; Kuhn, H. [ed.] (1962), Edda. Die Lieber des Codex Regius, v. I
- Sturluson, Snorri; Jónsson, F. [ed.] (1931), Edda Snorra Sturlusonar udgivet efter handskrifterne af kommissionen for det arnanmagnæanske legat, København.

### Studi
- Bruce-Mitford, Rupert [e] Evans, Angela Care (1983), The Sutton Hoo ship-burial, Londra, British Museum Publications, ISBN 978-0-7141-1348-7.
- Chiesa Isnardi, Gianna (1997), I miti nordici, Milano, Longanesi & C., ISBN 88-304-1031-4.
- Marzinzik, Sonja (2007), The Sutton Hoo Helmet, Londra, British Museum Publications, ISBN 978-0-7141-2325-7.
- Nicolle, David; [ill.] McBride, Angus (1999), Armies of Medieval Russia 750-1250, Londra, Osprey Publishing, ISBN 978-1-85532-848-8.
- Oakeshott, Ewart (1960), The Archeology of Weapons: Arms and Armour from Prehistory to the Age of Chivalry, Londra, Boydell Press, ISBN 0-486-29288-6.
- Steuer, Heiko (1987), Helm und Ringschwert. Prunkbewaffnung und Rangabzeichen germanischer Krieger, in AAVV (1987), Studien zur Sachsenforschung 6. Oldenburg, Isensee, ISBN 3-7848-1617-7, pp. 190–236 PDF.